# Sedlnice
Sedlnice é uma comuna checa localizada na região de Morávia-Silésia, distrito de Nový Jičín‎.